# Tiệm bánh Hoàng tử bé
Tiệm bánh Hoàng tử bé là một bộ phim sitcom Việt Nam phát sóng vào ngày 14 tháng 1 năm 2013 (đạo diễn Văn Công Viễn). Phim có sự góp mặt của các diễn viên Ngọc Thảo, Phương Bella, Kelbin Lei, Văn Anh Duy và Âu Thành Cát.
Đây là bộ phim sitcom đầu tiên ở Việt Nam lấy đề tài phim thần tượng, ca nhạc. Phần tiếp theo của phim có tựa Tiệm bánh Hoàng tử bé 2 đã được phát sóng vào năm 2014.

## Nội dung
Tại một khu chung cư hiện đại mang tên Ngàn Sao (chung cư Tôn Thất Thuyết trên thực tế) nằm ven sông Sài Gòn, tiệm bánh Hoàng tử bé nằm ở tầng trệt của khu chung cư là nơi nhóm bạn trẻ tài năng hoạt động. Họ gặp nhau trong công việc quản lý tiệm bánh để rồi cùng nhau chia sẻ những đam mê và quyết tâm thực hiện ước mơ bay cao trong thế giới âm nhạc. Các nhân vật cùng vẽ nên một bức tranh sống động về cuộc sống với đầy đủ các cung bậc cảm xúc như chính hương vị của những chiếc bánh ở tiệm bánh Hoàng tử bé.

## Diễn viên

### Diễn viên chính
- Ngọc Thảo vai San San
- Phương Bella vai Lucy
- Kelbin Lei vai Kevin
- Văn Anh Duy vai Hoà Quân
- Âu Thành Cát vai Andrei

### Diễn viên phụ
- Đại Nghĩa vai chú Bảo
- Hạnh Thúy vai chị Hoa
- Xuân Lan  vai Linda Kiều
- Phi Phụng vai dì Vân
- Diễm Châu vai Maika
- Thái Quốc vai Tráng
- Tăng Nhật Tuệ vai Tăng
- Duy Nhân vai Đào
- Mai Phượng vai Rosa Liễu
- Huy Ma vai Subin
- Tam Triều Dâng vai Cà Ri
- Misoa vai Bảo Trân (Tập 246 - 249)

## Các trường hợp đặc biệt
- Các tập 130, 150, 170, 190, 210 là các tập nhật ký của các nhân vật chính: Hòa Quân, Andrei, Lucy, Kevin và San San.
- Các tập trong phim có nội dung nối tiếp khi được sắp xếp thành một số nhóm, chẳng hạn như từ tập 1 đến 5 (ông Bảo la mắng nhóm Tiramisu), từ tập 46 đến 48 (Linda Kiều chiếm đóng phòng tập của nhóm Tiramisu bằng nhóm Tamagotchi), từ tập 51 đến 57 (Linda Kiều gây ra một vụ oan sai nghiêm trọng bằng cách đưa con mèo tên là Miu Lê).
- Từ tập 46 đến 48 (Linda Kiều chiếm đóng phòng tập của nhóm Tiramisu bằng nhóm Tamagotchi): Một thành viên trong nhóm Tamagotchi do diễn viên Hạ Anh đóng. Sang phần 2 của bộ phim, Hạ Anh đóng vai Pink, 1 trong 4 nhân vật chính của phim.

## Nhạc phim
- Bài hát mở đầu: Tiramisu Here We Are (P1)
- Bài hát cuối phim: Cho Anh Được Yêu, Hahaha - Thanh Duy (P1)